# Marko Vidović
Marko Vidović (szerbül: Mapкo Bидoвић, Belgrád, 1988. június 3. –) montenegrói származású szerbiai születésű labdarúgó, hátvéd.